# Oleșîn, Hmelnîțkîi
Oleșîn (în ucraineană Олешин) este localitatea de reședință a comunei Oleșîn din raionul Hmelnîțkîi, regiunea Hmelnîțkîi, Ucraina.

## Demografie
Componența lingvistică a localității Oleșîn
     Ucraineană (97,65%)
     Rusă (2,09%)
     Alte limbi (0,13%)
Conform recensământului din 2001, majoritatea populației localității Oleșîn era vorbitoare de ucraineană (97,65%), existând în minoritate și vorbitori de rusă (2,09%).